# 視覚効果協会
視覚効果協会 (Visual Effects Society, VES) は、映画、テレビ、コマーシャル、ミュージックビデオ、ゲームなどのエンターテインメント業界のアーティスト、アニメーター、技術者、モデルメーカー、教育者、スタジオ・リーダー、監督、PR/マーケティングの専門家、プロデューサーを含む視覚効果の専門家が所属する組織である。
26カ国2300人以上の会員で構成されている。

## 視覚効果協会賞
2002年以降、映画、テレビ、コマーシャル、ミュージック・ビデオ、コンピュータゲームを対象とした視覚効果協会賞（VES Awards）を実施している。

## The VES 50
2007年、視覚効果協会は視覚効果面で最も影響力がある50本の映画を発表した。同順位の作品があるため、51本がリスト入りしている。
- 1: 『スター・ウォーズ』
- 2: 『ブレードランナー』
- 3: 『2001年宇宙の旅』
- ": 『マトリックス』
- 5: 『ジュラシック・パーク』
- 6: 『トロン』
- 7: 『キング・コング』
- 8: 『未知との遭遇』
- 9: 『エイリアン』
- 10: 『アビス』
- 11: 『スター・ウォーズ/帝国の逆襲』
- 12: 『メトロポリス』
- 13: A Trip to the Moon
- 14: 『ターミネーター2』
- 15: 『オズの魔法使』
- 16: 『ロジャー・ラビット』
- 17: 『レイダース/失われたアーク《聖櫃》』
- 18: 『タイタニック』
- 19: 『ロード・オブ・ザ・リング』
- 20: 『アルゴ探検隊の大冒険』
- ": 『E.T.』
- 22: 『トイ・ストーリー』
- 23: 『パイレーツ・オブ・カリビアン/デッドマンズ・チェスト』
- 24: 『十戒』
- 25: 『宇宙戦争』
- ": 『フォレスト・ガンプ/一期一会』
- ": 『市民ケーン』
- ": 『シンドバッド七回目の冒険』
- ": 『海底二万哩』
- 30: 『ターミネーター』
- 31: 『エイリアン2』
- 32: 『メリー・ポピンズ』
- 33: 『ロード・オブ・ザ・リング/王の帰還』
- 34: 『禁断の惑星』
- 35: 『ベイブ』
- 36: 『地球の静止する日』
- ": 『ロード・オブ・ザ・リング/二つの塔』
- 38: 『キング・コング』
- 39: 『猿の惑星』
- 40: 『ミクロの決死圏』
- 41: 『ジョーズ』
- 42: 『ゴーストバスターズ』
- 43: 『シン・シティ』
- 44: 『スーパーマン』
- 45: 『白雪姫』
- 46: 『ロスト・ワールド』
- ": 『スター・ウォーズ/ジェダイの復讐』
- 48: 『奇蹟の輝き』
- 49: 『狼男アメリカン』
- 50: 『四つの願い』
- ": 『フィフス・エレメント』